# Edward Daniel Johnson

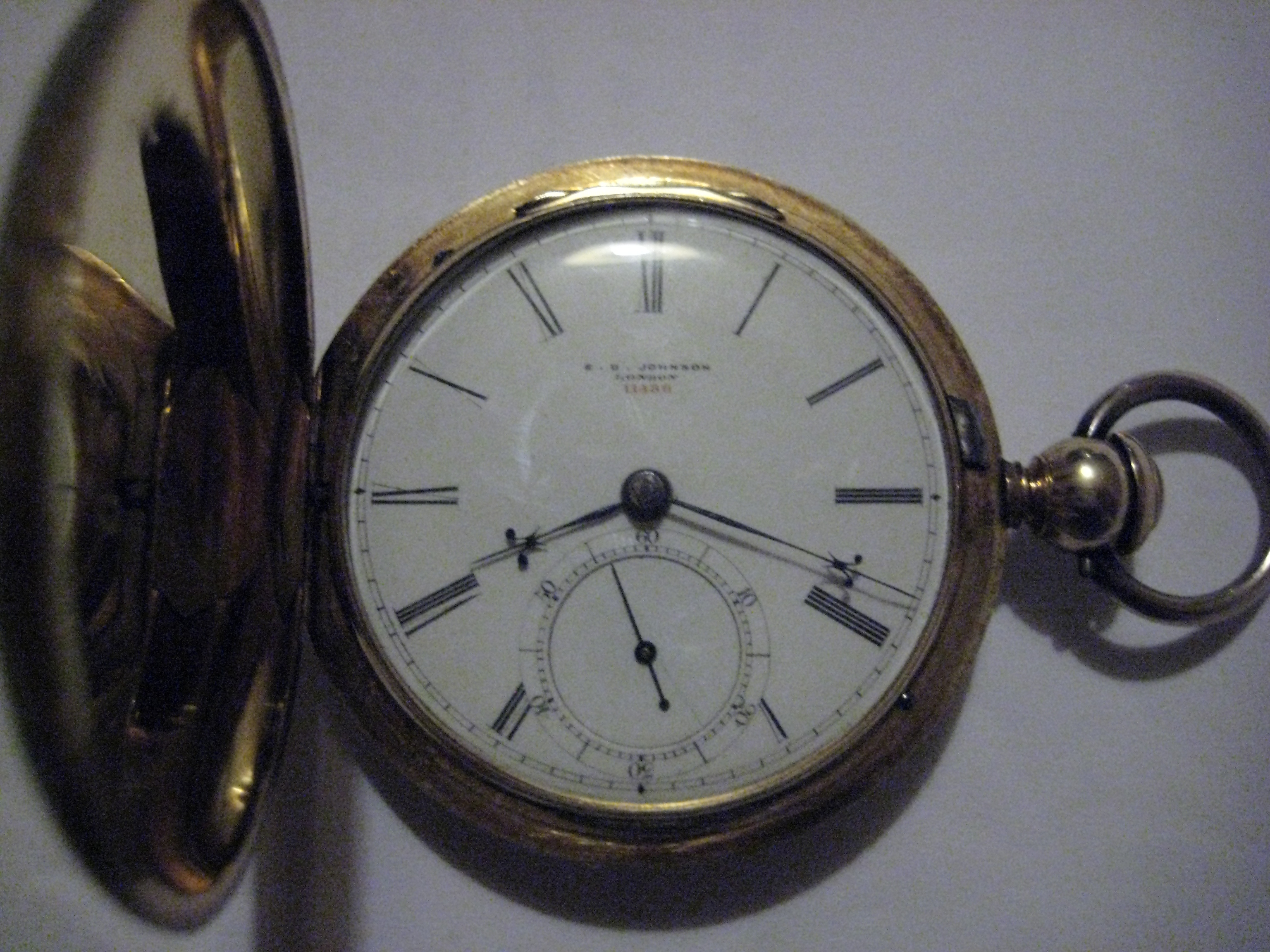
Taschenuhr von Edward Daniel Johnson

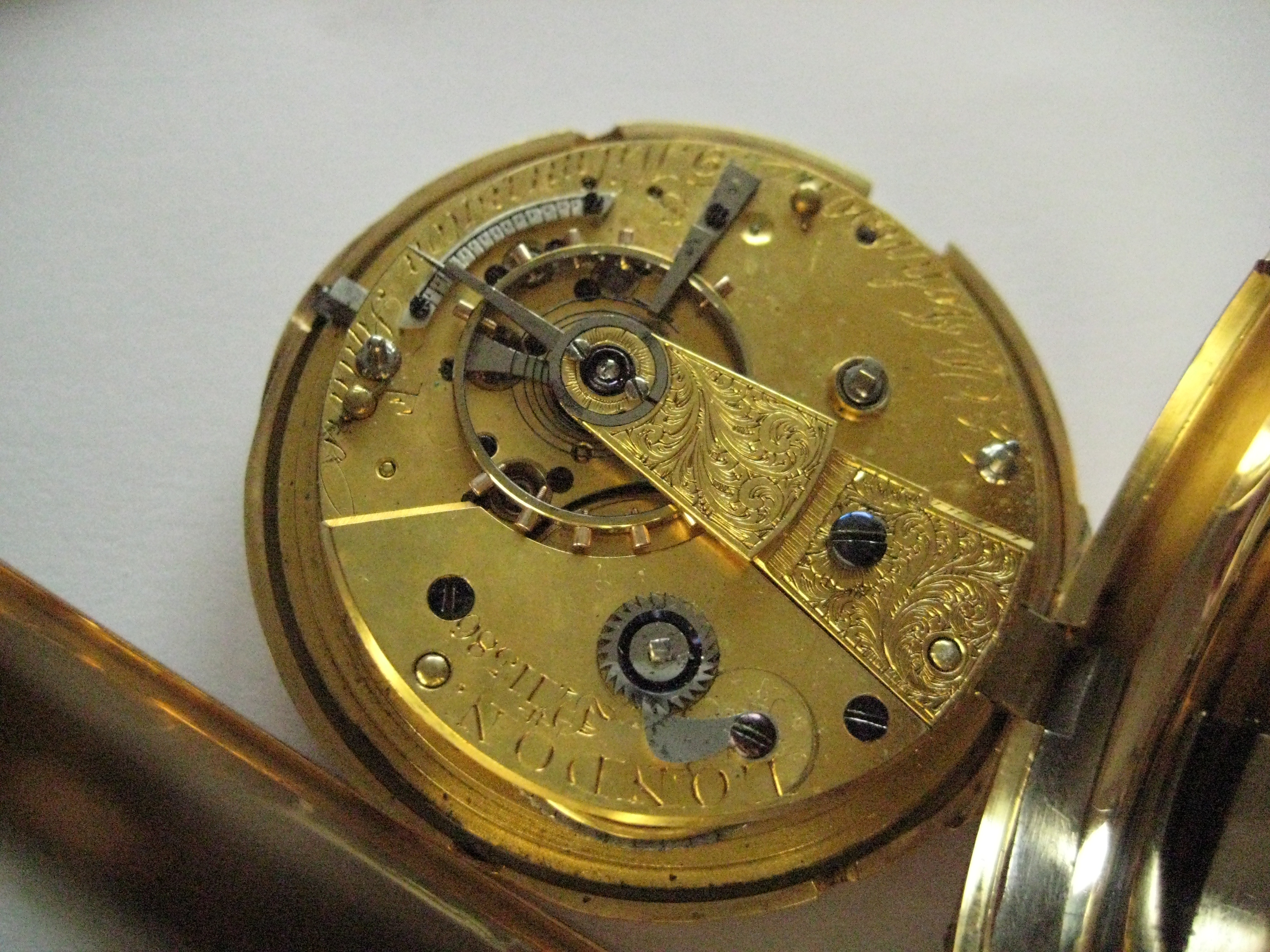
Uhrwerk einer Taschenuhr von Edward Daniel Johnson

Edward Daniel Johnson (* 1816; † 8. März 1889) war ein englischer Uhr- und Chronometermacher aus London. Er war Gründungsmitglied und Vizepräsident des British Horological Institute, das im Juni 1858 gegründet wurde.

## Leben
Zu Beginn seiner Karriere, etwa von 1849 bis 1856, arbeitete er in Ashley Crescent im Londoner Stadtteil Shoreditch. 1856 zog er nach Clerkenwell, wo er den Großteil seines Werkes erschuf. Zu dieser Zeit war Johnson an der Gründung der British Horological Institute beteiligt. Johnson erhielt die Freedom of the City of London am 17. Januar 1860 und gelangte durch Ablöse in die Worshipful Company of Clockmakers, wo er 1881 die Stellung eines Assistant (Assistenten) innehatte. Am 10. Mai 1861 wurde er Fellow der Royal Astronomical Society.
Im Juni 1873 rief das British Horological Institute mit finanzieller Unterstützung von Baroness Burdett-Coutts einen Essay-Wettbewerb aus, an dem Johnson mit dem Essay „The Compensation Balance and its Adjustment in Chronometers and Watches“ teilnahm.
Um 1875 wurde das Uhrengeschäft als “Edward Daniel Johnson & Son” geführt. Zwei seiner Söhne, Edward Henry und William George, arbeiteten in der Uhrenindustrie. Man geht davon aus, dass das „& Sohn“ auf Edward Henry verweist, da dieser zu dieser Zeit unter der Adresse „10 Wilmington Square“ wohnte und diese auf den Uhrwerken von Edward Daniel Johnson zu finden ist.
Johnson setzte sich 1879 zur Ruhe. Zu dieser Zeit war er fast völlig erblindet.